# 王槃
王槃，山东诸城人，是一名清朝政治人物。举人出身。
王槃曾于1737年接替郑兆业任嘉定县知县一职，1737年由黄建中接任。